# نيك سباناكوس
نيك سباناكوس (بالإنجليزية: Nick Spanakos)‏ (مواليد 26 يوليو 1938) هو ملاكم أمريكي، مثّل بلاده في الألعاب الأولمبية الصيفية 1960.

## روابط خارجية
نيك سباناكوس على موقع بوكس ريك (الإنجليزية) (registration required)
- نيك سباناكوس على موقع أوليمبيديا (الإنجليزية)